# Marianne von Werefkin
Marianne von Werefkin (em russo Марианна Владимировна Верёвкина, Marianna Vladimirovna Verëvkina; Tula, Rússia, 10 de setembro de 1860 - Ascona, Suíça, 6 de fevereiro de 1938) foi uma pintora expressionista.
Filha do Comandante de Regimento de Ekaterinburg em 1880 estudou na oficina do pintor Ilya Repin, um dos principais pintores realistas da Rússia da época. Contudo, a sua carreira interrompeu-se em 1888, ao ferir-se a mão direita num acidente de caça.
Em 1892 Marianne von Werefkin conheceu a Alexej von Jawlensky, com quem se mudou para Munique. A partir de então abandonaria a pintura durante dez anos.
Em 1907, Werwfkin compõe a sua primeira obra expressionista, sob a influência de Edvard Munch. Em 1909, com Jawlensky, adere-se à Nuova Associazione degli Artisti di Monaco e em 1911, ao novo grupo Der Blaue Reiter.
Com o estouro da Primeira Guerra Mundial, deslocou-se a Ascona, na Suíça, onde em 1924 fundou o grupo "Grosser Bar" (Ursa Major).

## Obra

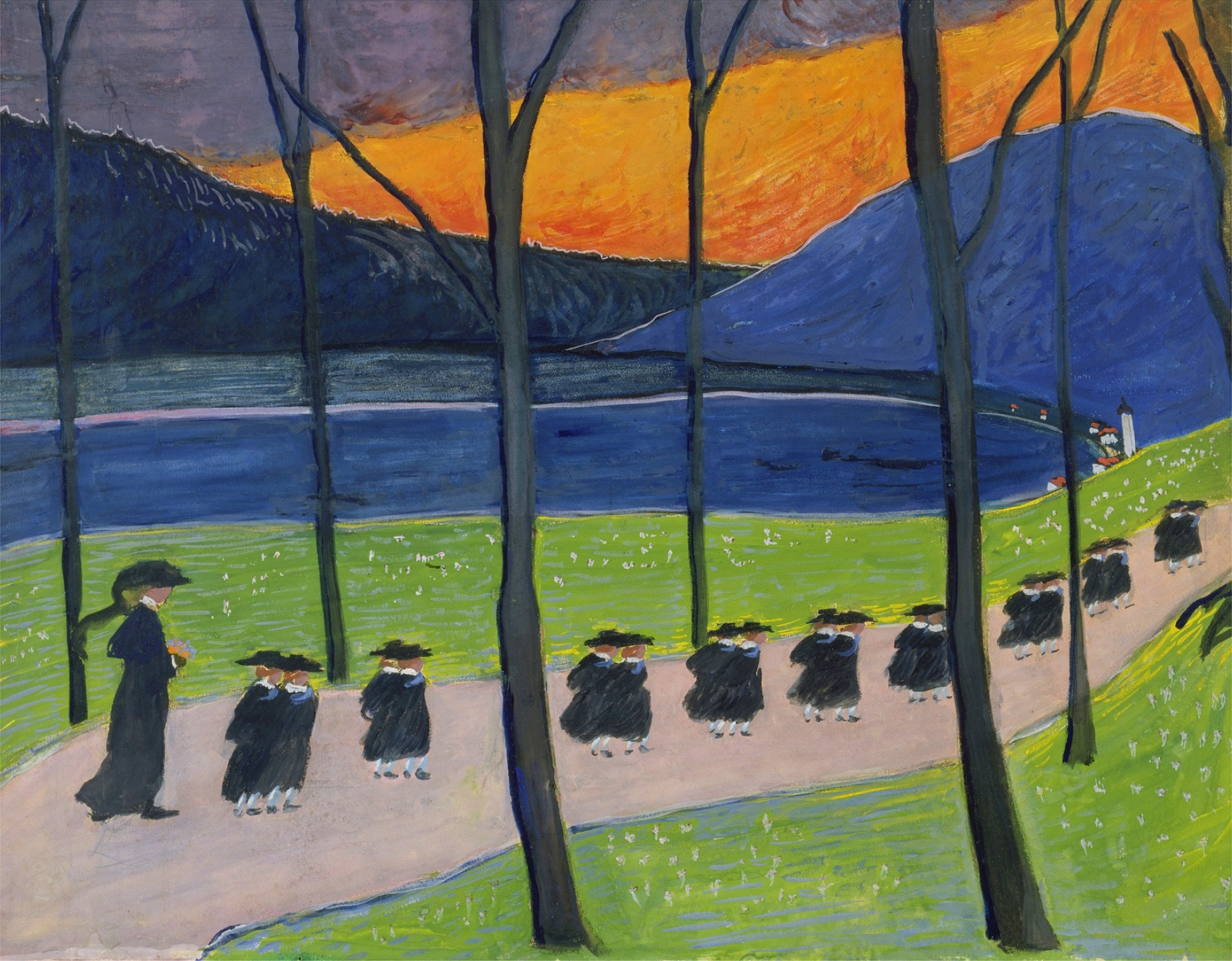
Autumn (School)

- Spring Sunday, 1907
- Autumn (School), 1907
- I in the café, 1909
- Autorretrato, 1910
- Tragic Mood, 1910
- Ice Skater, ca. 1911
- The family 1922[1]
- Garden party
- The secondary roade
- The beer garden
- The red tree.
- Town in Lithuania
- Old age